# David Lascelles, 8. jarl of Harewood
David Henry George Lascelles, 8. jarl af Harewood (født 21. oktober 1950 i Orme Square, Bayswater, London, England), kendt som vicegreve Lascelles i 1950–2011, er oldesøn af Georg 5. af Storbritannien. Han er grandfætter til den britiske konge Charles 3. af Storbritannien.

## Forældre
David Lascelles er den ældste søn af George Lascelles, 7. jarl af Harewood (1923–2011) og den østrigsk fødte koncertpianistinde Marion Stein (1926–2014). Fra 1973 var Marion Stein gift med den liberale partileder Jeremy Thorpe (1929–2014).

## Slægtninge
David Lascelles er sønnesøn af den kongelige prinsesse Mary (1897–1965).

## Familie
Fra 1979 til 1989 var David Lascelles gift med Margaret Rosalind Messenger (født 1948). I 1990 giftede han sig med Diane Jane Howse (født 1956).
Tidligt i deres forhold blev David Lascelles og Margaret Messenger forældre til:
- Lady Emily Tsering Shard (født Lascelles, født 1975). Emily Shard er en filmproducer, der bl.a. har assisteret ved produktionen af Ringenes Herre, Harry Potter og Hemmelighedernes Kammer, Tilbage til Cold Mountain, Alexander den store og Syriana. Emily Shard og Matthew Shard (født 1975) er forældre til tvillingene Isac og Ida (fødte 2009) og til Otis (født 2011).

- Den ærede Benjamin George Lascelles (født 1978), gift med Carolina Vélez Robledo. De er forældre til Mateo (født 2013).

I deres ægteskab har David Lascelles og Margaret Messenger fået sønnerne:
- Alexander Lascelles, vicegreve Lascelles (født 1980). Han er far til Leo Cyrus Anthony Lascelles (født 2008) er George 5.s ældste tiptipoldebarn.

- Den ærede Edward David Lascelles (født 1982), gift med Sophie Cartlidge.